# 维克托·弗鲁姆
维克托·弗鲁姆（Victor Harold Vroom，1932年8月9日—），北美著名行为科学家和心理学家，于1964年在《工作与激励》中提出著名的“（效价）期望理论”。

## 生平
维克托·弗鲁姆生於加拿大蒙特婁，在麦吉尔大学获得学士、硕士，在美国密西根大学获得博士，在宾夕法尼亚大学和卡内基·梅隆大学任教，长期担任耶鲁大学管理科学“约翰塞尔”讲座教授兼心理学教授。

## 主要著作
- 《工作与激励》（1964）
- 《领导与决策》（1973）